# Karl Heinrich Ferdinand Schütze

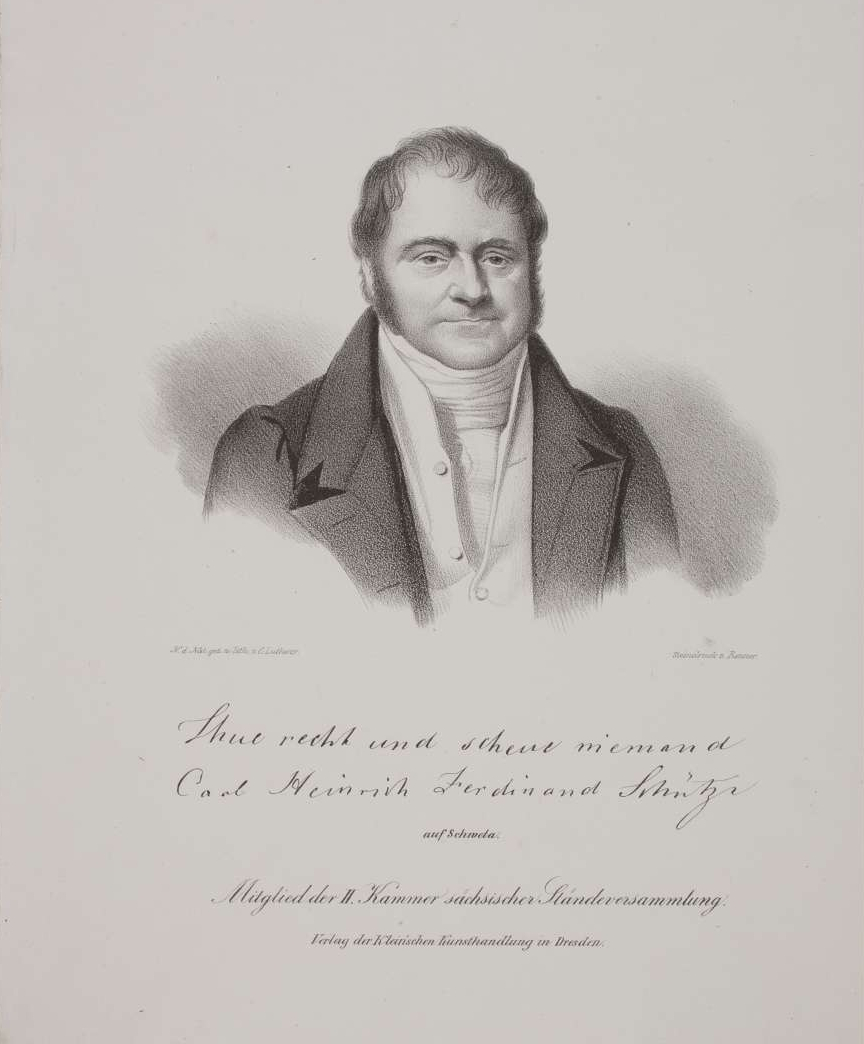
Karl Heinrich Ferdinand Schütze

Karl Heinrich Ferdinand Schütze (* 24. Februar 1778 in Meißen; † 14. Mai 1860 in Dresden) war ein Kaufmann, Rittergutsbesitzer und Mitglied des Sächsischen Landtags. 

## Herkunft
Karl Heinrich Ferdinand Schütze wurde als 7. Kind von Johann Karl Schütze (1733–1799), Miniaturmaler an der Porzellanmanufaktur Meißen, und Christiane Friedericke Schütze geb. Rothe (1743-) geboren. Von den 11 Kindern der Familie, starben vier im kindlichen Alter, so dass er das jüngste Kind der Familie war. Im September 1802 traf er in London Miss Elisabeth James und heiratete sie am 12. März 1803. Die vierundfünfzigjährige Ehe blieb kinderlos.

## Ausbildung
Im Alter von sechs Jahren bekam er Unterricht von Privatlehrer Richter. Schon in diesen Alter hatte er eine gute Auffassungsgabe im Rechnen. Kurz danach trat er als Extraneer (Externer) in die Stadtschule ein. 1789 beschlossen seine Eltern, dass er studieren solle, und er besuchte daraufhin die Fürstenschule in Meißen. Diese verließ er 1796 mit gutem Zeugnis.

## Karriere
1796 fand er eine Anstellung bei seinem Bruder Johann Gottlob Wilhelm Schütze in Leipzig. Da er sich nicht Zwänge irgendeiner Art auferlegen lassen wollte, reifte in ihm der Entschluss, in die weite Welt zu ziehen.

### Vereinigte Staaten von Amerika
1796 reiste er über Berlin, wo er in eine Freimaurerloge der Großloge Royal York aufgenommen wurde, nach Hamburg. Von dort aus segelte er nach Philadelphia, wo er am 29. Oktober 1796 landete. Er wandte sich an den in Hamburg geborenen Henry Andrew Heins, Besitzer eines der damals bedeutendsten Handelshäuser in der Stadt, wegen seines Unterkommens. Heins stellte ihn in sein Unternehmen ein und bald darauf vertraute er ihm die Vertretung der Firma an.
Am 31. Mai 1798 verließ er amerikanischen Boden, um nach Hamburg zurück zu reisen. Er verabschiedete sich von seinen Freunden auf baldige Wiederkehr, aber das Schicksal wollte es, dass es ein Abschied für immer wurde.

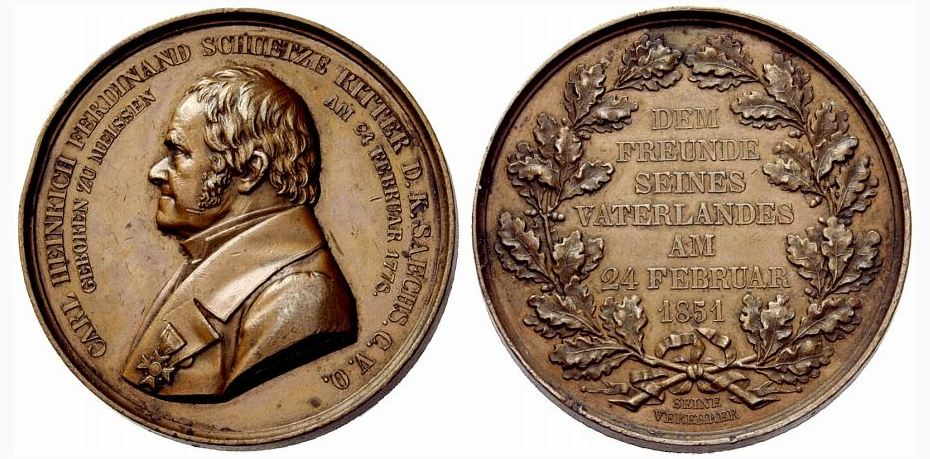
Gedenkmedaille von Karl Heinrich Ferdinand Schütze

### Großbritannien
Nach einem kurzen Aufenthalt in Meißen bei seiner Familie reiste er am 8. November 1798 nach London ab. Da die Geschäfte schlecht liefen, sah er sich genötigt, ab und an von seinem Bruder in Leipzig Geld zu beziehen, bei dem er seine Ersparnisse hinterlegt hatte. 1799 aber brachten mehrere Bankrotte der Leipziger Handelsstände seinen Bruder dazu, die Zahlungen einzustellen. Da er sein in Amerika erworbenes Vermögen verloren hatte, suchte er eine Anstellung und fand diese im April 1800 im Hause Perrin, Rochaz und Comp.
Am 1. Juli 1802 gründete er mit seinem Freund und seinem späteren Schwager das Handelshaus Schütze, Röhrs und Comp. Die Geschäfte liefen gut, aber da er als deutscher Kaufmann nicht dieselben Rechte hatte wie die Briten, beschloss er, sich das Indigenat zu erwerben. Dieses wurde am 25. März 1803 durch königliche Sanktion bestätigt.
Mit der Besetzung Deutschlands durch Napoleon florierten seine Geschäfte mit der Insel Helgoland. Um als britischer Staatsbürger weiterhin problemlos nach Deutschland zu reisen, erwarb er am 26. August 1807 das Hamburger Bürgerrecht.

### Russland
Die von Napoleon an den Küsten der Nord- und Ostsee verhängten Handelssperren veranlassten ihn, nach Russland zu gehen. Über Stockholm und Finnland erreichte er am 18. Juni 1812 Sankt Petersburg. Er hatte schnell Kontakte zu den führenden Handelshäusern geschlossen, und die Geschäfte liefen gut. Am 28. Mai 1813 verließ er Russland und ging nach Berlin.

### Sachsen

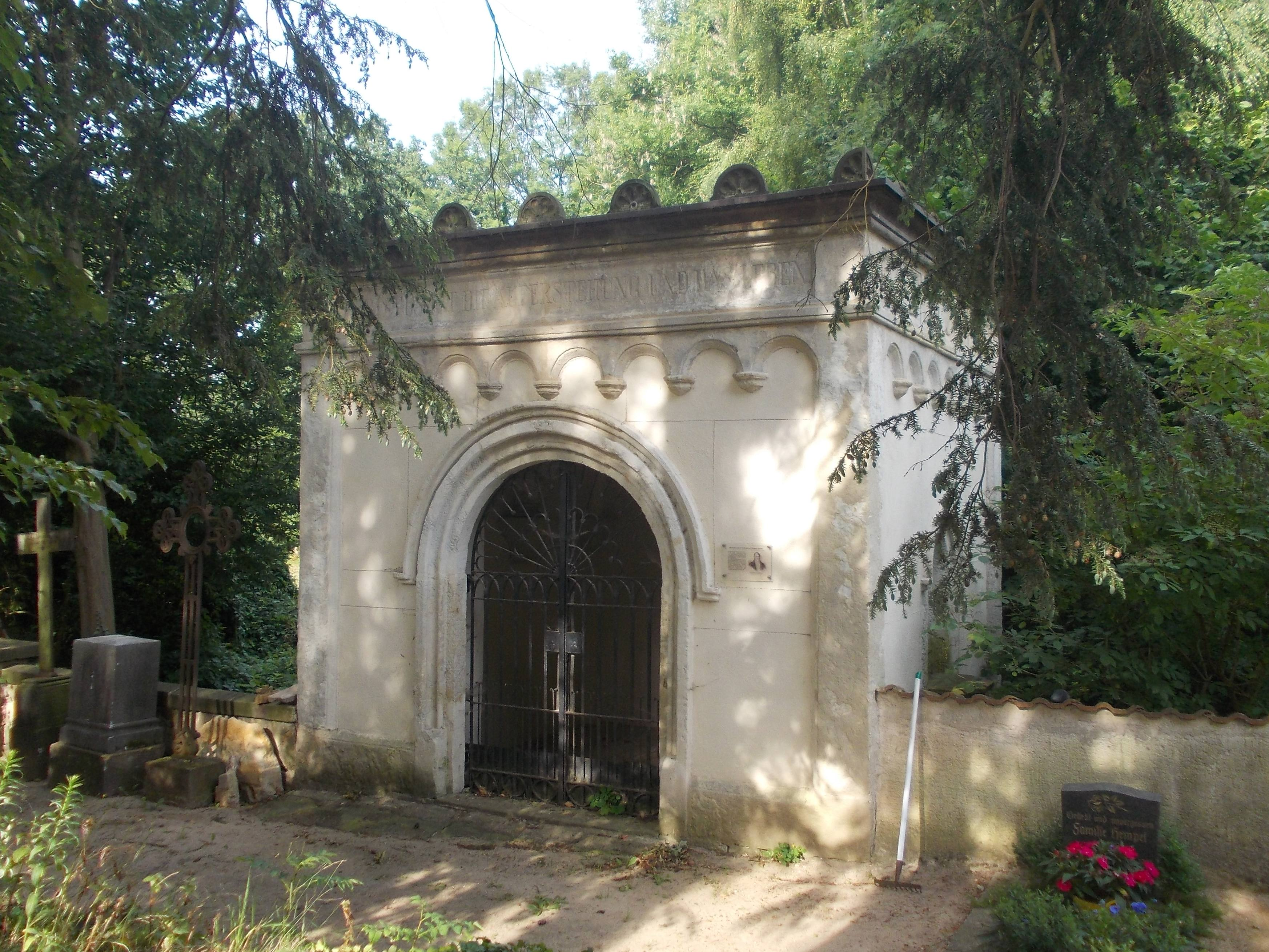
Die Familiengruft in Schweta

Am 20. Mai 1817 kaufte er, ohne es vorher gesehen zu haben, das Rittergut Schweta. Ende April 1818 kehrte er noch einmal nach London zurück, um seine Geschäftsverhältnisse zu ordnen. Er entschloss sich, nach Sachsen zu übersiedeln. Er bezog mit seiner Ehefrau eine Wohnung in Dresden. Am 6. Juni 1820 wurde er von 40 Mitgliedern der Meißner Ritterschaft in die sächsische Ständeschaft gewählt. Damit begann seine politische Karriere. 1833/34 gehörte er als Vertreter der Rittergutsbesitzer des Meißner Kreises der II. Kammer des Sächsischen Landtags an. Am 31. März 1856 wurde er Ehrenbürger der Stadt Meißen.
Auf Grund der Ereignisse von 1848 zog er sich langsam aus dem öffentlichen Leben zurück und starb am 14. Mai 1860 um 3 Uhr nachmittags im Alter von 82 Jahren. Sein Leichnam wurde am 17. Mai in der Familiengruft in Schweta neben seiner Ehefrau beigesetzt.

## Stiftungen
- Waisenverein zu Meißen
- Stiftung zur Beschaffung gesunder und billiger Wohnungen für unbemittelte Familien Meißens
- Verein Rat und Tat in Meißen
- Schützsche Stiftung für Realschüler in Meißen